# Piet Couttenier
Piet Couttenier (°2 juli 1947) is een Belgisch neerlandicus en hoogleraar aan de Universiteit Antwerpen, vooral bekend als kenner van de poëzie van Guido Gezelle.

## Levensloop
Piet Couttenier studeerde Germaanse filologie aan de KU Leuven en promoveerde in 1970 met een literatuur-sociologisch onderzoek van de gelegenheidspoëzie van Guido Gezelle. Zijn licentiaatsverhandeling droeg als titel: Guido Gezelles Kortrijkse gelegenheidsgedichten. De Cathrientjes (1875-1899), Katholieke Universiteit Leuven (onuitgegeven), 1970. Hij werd aspirant bij het Nationaal Fonds voor Wetenschappelijk Onderzoek en doctoreerde op hetzelfde onderwerp in 1976.
Tot in 2011 was hij hoogleraar aan de Universiteit Antwerpen (voordien Ufsia) en buitengewoon hoogleraar aan de KU Leuven. Hij verrichtte onderzoek naar de geschiedenis van de Nederlandse literatuur van de negentiende eeuw en naar het werk van Guido Gezelle en publiceerde talrijke studies over deze laatste. Samen met Willem van de Berg schreef hij Alles is taal geworden, het zesde deel van de Nieuwe geschiedenis van de Nederlandse literatuur, gewijd aan de periode 1800-1900. 
Aan de Universiteit Antwerpen was hij directeur van het Centrum voor Gezellestudie, woordvoerder van het Instituut voor de Studie van de Letterkunde in de Nederlanden (ISLN) en (van 1989 tot 2011) redacteur van het tijdschrift Gezelliana. Kroniek van de Gezellestudie. Hij was ook voorzitter van het Guido Gezellegenootschap (1998-2009). Hij was bestuurslid van de Werkgroep De Negentiende Eeuw van de Maatschappij der Nederlandse Letterkunde in Leiden.
Hij werd lid van de Koninklijke Academie voor Nederlandse Taal en Letteren op 5 juli 2010.

## Publicaties
- Gezelleherinneringen. Het archief mevr. M. Vandewiele-Lampe te Kortrijk, in: Gezelliana, 1971.
- Men verzoekt eerbiedig eenige regelen gedicht, in: Gezelliana, 1972.
- Moritoens literaire verkenningen, in: Yang, 1975.
- Een anonieme publikatie van Gezelle uit 1880, in: Gezelliana, 1975.
- Literatuursociologische benadering van een Gezellegedicht, in: Gezellekroniek, 1976.
- ‘Bismarck’: een politiek artikel van Gezelle uit 1874’, in: Gezelliana, 1977
- Maatschappelijke basis van Gezelles poëtische vernieuwing omstreeks 1877, in: Gezellekroniek, 	1977.
- Bij Gezelles eredoctoraat te Leuven (1887), in: Gezellekroniek, 1978.
- Functionalisme en literatuursociologie. Kritische benadering van een onderzoeksmodel, in: Spiegel der Letteren, 1980.
- Gezelles onvoltooide vertaling van Newmans ‘Dream of gerontius’, in: Gezelliana, 1984.
- Het dubbel debuut van Conscience, 1984.
- Hoe objectief is het Vlaamse naturalisme? Hard labeur in tijden van beroering, in: Streven, 	1985-1986
- Gezelles project voor een geschiedenis van de Kortrijkse armenkamer Feiten, teksten en commentaar, in: Gezelliana, 1985.
- Enkele nieuwe gegevens omtrent het ontstaan van Gezelles bundel Liederen, eerdichten et reliqua (1880), in: Gezelliana, 1985.
- De correspondentie Gezelle-Lammens, in: Gezelliana, 1986.
- En stoort de stilte niet, Leuven, Davidsfonds, 1987.
- De Vlaamse literatuur van Stijns tot Boon, in: Ons Erfdeel, 1988.
- Een dichtersbiografie van Gezelle, in: Dietsche Warande en Belfort, 1988.
- Een nieuw Gezelle-forum, in: Gezelliana, 1989.
- (samen met An De Vos) De Guido-Gezellebibliotheek in het Gezelle-Archief te Brugge, in: Gezelliana, 1989.
- Gezelle gedrukt, in: Biekorf, 1990.
- Pleidooi voor een portret in een lege zaal, in: Maatstaf, 1990.
- Gezelles briefwisseling: de problematiek van een editieproject, in: Gezelliana,1991.
- Een geromantiseerde biografie, Michel van der Plas' ‘Mijnheer Gezelle’, in: Dietsche Warande en Belfort, 1991.
- Guido Gezelle. Wisselende beelden van een dichter, 1992.
- Gezelles brieven aan Emma Crombet, in: Gezelliana, 1992.
- Gezelle en Keble: poëticale raakpunten?, in: Gezelliana, 1993.
- De opbouw van individualiteit. Een textuele benadering van C. Buysses 'n Leeuw van Vlaanderen, in: Mededelingen van het Cyriel Buysse Genootschap, 1993.
- ‘‘O, this is a place!’ Aspects of the English World of Guido Gezelle’, in: The Low Countries, ang 1	1993-1994.
- Naturalisme à la carte: Cyriel Buysse, in: Verhalen voor Vlaanderen, 1997.
- Anton Bergmann: een uitzondering?, in: Verhalen voor Vlaanderen, 1997.
- Anton Bergmann: een uitzondering?, 1997.
- Literatuur en Vlaamse Beweging. Tot 1914, 1998.
- Van Nederlandse naar Vlaamse poëzie. De terechtwijzing van Ledeganck in 1840, in: Nederlandse Letterkunde, 1999.
- Nationale beelden in de Vlaamse literatuur van de negentiende eeuw, 1999.
- In Memoriam Anton van Wilderode (1918-1998), in: Gezelliana, 2000.
- Het Antwerpse Centrum voor Nederlandse Literatuurgeschiedenis (CNL), in: Neerlandica extra Muros, 2001.
- ‘De zon is Bilderdijk’ Enkele aspecten van de Bilderdijk-receptie in Vlaanderen, in: Het Bilderdijk-Museum, 2004.
- Verleid door het verleden. Marita Mathijsen en de negentiende eeuw, in: Ons Erfdeel, 2005.
- Alles is taal geworden. Geschiedenis van de Nederlandse literatuur 1800-1900, 2009.
- Jan J.M. Westenbroek ('s-Gravenhage 16 oktober 1926 - Arnhem 19 juli 2012), in: Jaarboek van de Maatschappij der Nederlandse Letterkunde, 2013.
- Was het zoals het was? Ambivalenties in een realistische en autobiografische roman van Cyriel Buysse, in: Mededelingen van het Cyriel Buysse Genootschap, 2014.